# Mbalambi
Mbalambi est une ville du Botswana.